# Moderati Sammarinesi
L’Unione Sammarinese dei Moderati (USDM) è stata una coalizione politica della Repubblica di San Marino, di ispirazione cattolico-democratica, popolarista, centrista e nazionalista, conservatrice esistita dal 2008 al 2012. Con l'uscita di Alleanza Nazionale Sammarinese dalla coalizione hanno preso il nome di Moderati Sammarinesi.

## Storia
L’Unione Sammarinese dei Moderati (USDM) è stato fondata il 21 febbraio 2008 dall'unione dei Popolari Sammarinesi (Popolari) con Alleanza Nazionale Sammarinese (ANS).
L'unificazione della coalizione è scaturita anche da una riflessione sulla nuova legge elettorale che fissa lo sbarramento al 3,50% e l'ufficializzazione delle coalizioni al 50,00% + 1 e da un risparmio in termini economici ed organizzativi delle strutture di partito.
Nessuno dei due partiti avevano rinunciato a niente, essi mantenevano la loro individualità e autonomia, pur camminando su sullo stesso binario.

## Valori
I valori a cui si ispira l'Unione Sammarinese dei Moderati (USDM) sono i seguenti:
(Manifesto Costitutivo dell’Unione Sammarinese dei Moderati del 21 febbraio 2008)
Il Consigliere Glauco Sansovini, dopo la scissione dai popolari, fa parte del gruppo indipendente e porta avanti la politica delle sue origini: Dio, Patria e Famiglia.
I Moderati Sammarinesi collabora con la sezione provinciale dell'Unione di Centro di Rimini e nel 2012 una delegazione dei Moderati Sammarinesi ha incontrato il leader dell'UDC Pier Ferdinando Casini per confermare i vincoli di amicizia e collaborazione.

## Risultati elettorali
| Elezione       | Voti | %    | Seggi  |
| -------------- | ---- | ---- | ------ |
| Politiche 2008 | 874  | 4,17 | 2 / 60 |
| Politiche 2012 | 340  | 1,72 | 0 / 60 |

## Riunioni del partito

### Congressi
- 1° Assemblea di fondazione - 21 febbraio 2008

## Vertici del partito

### Leader
- Angela Venturini dal 21 febbraio 2008
- Glauco Sansovini dal 21 febbraio 2008

## Simbolo
Il simbolo dell’Unione Sammarinese dei Moderati (USDM) era costituito dai simboli storici dei Popolari Sammarinesi (Popolari) e di Alleanza Nazionale Sammarinese (ANS), che hanno contraddistinto i due partiti sin dal loro inizio. Ma qui sono affiancati, sullo sfondo stilizzato della Domus Magna Comunis, l'antico Palazzo secentesco, emblema della storia politica ed istituzionale di San Marino. Tutto intorno, racchiuso nei colori nazionali della bandiera bianco e azzurro), il nome della coalizione: ‘'Unione Sammarinese dei Moderati'’.